# 乙烯酮
乙烯酮是最简单的烯酮，分子式为CH2=C=O，室温下为有毒的气体。乙烯酮中两个π键呈正交形式，化学性质十分活泼，可与很多含活泼氢的物质发生加成反应。
乙烯酮可通过以下方法制备：

其与含活泼氢物质反应的机理如下：

生成的烯醇经互变异构可得到羧酸、酰卤、酸酐、酯和酰胺等，是很好的乙酰化试剂。工业上制取乙酸酐即利用了此反应：

温度升高会发生二聚生成二乙烯酮，再升高则解聚为乙烯酮。可用于储存乙烯酮。二乙烯酮的反应有：

烯酮也可和格氏试剂反应生成酮。